# Нови двор
Нови двор је монументално здање у центру Београда, на Андрићевом венцу у коме се налази седиште Председника Републике Србије. Ова грађевина је споменик културе под заштитом државе. Изграђена је у периоду од 1911. до 1922. године као двор краља Александра I Карађорђевића. Двор је саграђен према пројекту архитекте Стојана Тителбаха (1877—1916) у академском маниру, са елементима ренесансне и барокне архитектуре, али је оригинални изглед временом измењен.
Налази се на Андрићевом венцу број 1 и са зградом Старог двора, у којој се налази Скупштина града Београда, чини значајну амбијенталну целину - дворски комплекс на Теразијама.
У Новом двору је боравио краљ Александар, у њему је био смештен Музеј кнеза Павла. Од 1953. године Нови двор користили су Извршно веће Србије, Скупштина Србије, Председништво СР Србије и, најдуже, председник Републике Србије са пратећим службама. После одржавања председничких избора 2017. године, најављена је могућност да се председништво из ове зграде исели у Палату Србија, те да се Новом двору врати музејска намена.

## Историја

### Градња двора
Нови двор, грађен као нова резиденција династије Карађорђевић и последње подигнуто здање у ансамблу објеката дворског комплекса на Теразијама, заједно са суседним палатама Старог двора, којој уједно представља архитектонско-ликовни пандан, и Народне скупштине, чини ансамбл најзначајнијих јавних грађевина Београда и Србије. Грађен је према првобитној замисли архитекте Александра Бугарског из осамдесетих година 19. века, као једно крило замишљеног дворског комплекса. Према том просторном решењу, централни део комплекса заузимао би краљев двор, који је требало да буде изграђен на месту Старог конака (некадашњег Симићевог здања). Лево крило комплекса чинио би Стари двор подигнут 1884. године, док би десно крило представљало дворац престолонаследника подигнут на месту на којем се још од средине седме деценије 19. века налазио дворац за престолонаследника Михаила Обреновић. Иако се сматра да је пројекат дворца кнеза Михаила у духу романтизма израдио архитекта Коста Шрепловић, поједини извори наводе да је он водио надзор при завршним радовима на подизању зграде, а да су планове највероватније израдили Јован Френцл и Јосиф Касано, најпознатији архитекти у Главној управи грађевина. Изградњом овог објекта већ се уочавала идеја да се простор дворског комплекса организује као трочлана композиција. Међутим, кнез Михаило никада није становао у овој згради, већ се уселио у Стари конак, а у ново здање је сместио Министарство иностраних и унутрашњих послова.
Идеја о изградњи Новог двора иницирана је након мајских догађаја 1903, и рушења Старог конака наредне године, где се до тада налазила владарска резиденција. Краљ Петар I Карађорђевић, по доласку на власт, боравио је у Старом двору Обреновића, који у претходном раздобљу није коришћен за становање, већ за репрезентативне потребе владара. Како је простор Старог двора био непогодан за стални боравак краљевске породице, решење је било у изградњи нове резиденције.
Подизању Новог двора за престолонаследника Александра I Карађорђевића приступило се 1911. године, према пројекту Стојана Тителбаха(1877-1916), истакнутог српског градитеља са почетка 20. века., који је лично и надзирао градњу. Данас Нови двор представља једино његово познато дело које је радио као архитекта Министарства грађевина. Изградња двора је завршена 1914. године, али је већ током Првог светског рата зграда била значајно оштећена. Једна граната се забила шест метара под земљу и темеље двора - извађена је 1921. Темељна обнова уследила је у периоду 1919—1922. године, под надзором посебно оформљене Комисије, која је истовремено радила и на обнови Старог двора. У Комисији, која се бринула о комплетном уређењу будућег краљевог дома и седишта Маршалата двора, између осталих, били су сликар Урош Предић и архитекте Министарства грађевина Петар Поповић и Момир Коруновић. Опремање двора је након конкурса било поверено париској кући Безије за 2.700.195 фр. - већи део намештаја, лустера, тапета, тепиха је био израђен до пролећа 1921. Јуна 1922, када се у здање уселио краљ Александар I Карађорђевић са краљицом Маријом, Нови двор постао је званична владарска резиденција (с тим што је краљевски пар лето након венчања провео на Бледу, Маријанским Лазнама и у Паризу).
Први дворски бал у Новом двору, и први после рата, одржан је 9. јануара 1923. Престолонаследник Петар је рођен 6. септембра исте године.

### Првобитни изглед двора
Зграда Новог двора, са четири етаже и карактеристичним угаоним кубетом, представља вредно архитектонско остварење београдског градитељства после Првог светског рата. Просторна организација зграде Новог двора одређена је пројектом из 1911. године у складу са наменом здања.
У приземљу се налазила дворана за пријеме и трпезарија и између њих Босанска соба, за „пушење и кавенисање”. С обзиром на локацију, коју одређује угао двеју улица и денивелација терена, свечани улаз у Нови двор пројектован је из правца Старог двора, што се одразило и на архитектонску композицију фасада које су различито обликоване у зависности од функционалног распореда унутрашњег простора, али и од оријентације у односу на непосредну околину. У приземље се улазило из правца Старог двора, преко монументалног степеништа под овалном колонадом са удвојеним стубовима. Степениште је, преко улазног хола, водило до централног вестибила из којег се могло приступити великом салону и осталим одајама распоређеним око вестибила: мањим салонима, трпезарији и помоћним просторијама. Лево од улазног хола налазило се главно степениште, повезано са вестибилом. Бочни, споредни улаз са мањим степеништем налазио се са горње стране Дворског парка.
На првом спрату биле су смештене краљеве и краљичине приватне и радне просторије: спаваће собе са пратећим одајама, кабинети, салони, библиотека и трпезарија. На другом спрату налазили су се енглески и јапански салон, спаваће собе и библиотека. Намештај и уређење простора носе особености стилова Луја XIV, Луја XV и Луја XVI.
Дизајн ентеријера су урадили 1914. немачки дизајнери Аугуст и Елза Бозе, али је почетак рата спречио да се двор по томе уреди. После рата дизајн ентеријера поверен је француској компанији Безије.

### Садашњи изглед двора
Архитектура Новог двора подржавала је идеју историјског заокруживања дворског комплекса, тако што је сама грађевина обликована као својеврсни пандан Старом двору. На тај начин истакнута је потреба да се просторно и симболички заокружи целина која конотира саму идеју државе. Двоспратно здање обликовано је у стилу академизма, са стилским елементима преузетим углавном из ренесансне и барокне архитектуре. Најрепрезентативнија фасада окренута је према врту, а угаони ризалит обликован је у виду куле са куполом слично решењу примењеном на згради Старог двора. У систему рашчлањавања фасада централну композицију представљају приземље и први спрат решени као јединствена композициона целина, сутерен је обликован рустично, док је други спрат третиран независно, са системом поделе фасадних површина и мање упадљивом архитектонском пластиком. Разуђеност главне фасаде постигнута је истицањем бочних и средишњег ризалита, у чијем је средишту позициониран главни улаз, истакнут овалним тремом. Сходно намени здања, посебно место у декоративном обликовању фасада дато је хералдичким симболима. У лунети средишњег ризалита налазио се монументално обликован потпуни грб краљевске династије Карађорђевић. Највиши и уједно најдоминантнији део Новог двора - кула са куполом и шиљком на чијем врху се налазила бронзана фигура двоглавог орла у полету представља главни архитектонски елемент који спаја фасаде према Улици краља Милана и Андрићевом венцу. Поред хералдичких знамења, посебно је значајна композиција која је била постављена на сам завршетак угаоног ризалита, испод куполе, две истоветне, симетрично постављене представе штитова с крстом и четири оцила, то јест део грба Краљевине Србије и касније интегрални сегмент грба Краљевине Југославије. Централни мотив фасадне композиције према Андрићевом венцу представља лучни ризалит над чијом се атиком налазила декоративна композиција са грбом у средишту.
Просторна организација зграде Новог двора одређена је пројектом из 1911. године у складу са наменом здања. У приземљу се налазила дворана за пријеме и трпезарија, а део ка Улици краља Милана био је резервисан за боравак високих гостију, док су први и други спрат намењени становању краљевске породице. Пројектом Новог двора није била предвиђена просторија за кухињу, већ је за ту намену служила оближња шумадијска кућа, повезана тунелом са сутереном двора. Целокупно репрезентативно унутрашње уређење и опремање дворских просторија скупоценим намештајем извела је француска фирма Безије. Посебна пажња била је посвећена уређењу вестибила, дворане за пријеме, трпезарије, босанске собе, јапанског и енглеског салона и одаја намењеним становању краља и краљице.
Саставни део дворског комплекса и елемент који је повезивао старо и ново дворско здање била је ограда са капијама и стражарским местима, који су дворове и дворску башту одвајали од Улице краља Милана. Сличну функцију добила је и зграда Маршалата двора, чију је доградњу и прераду фасада 1919/1920. године извео архитекта Момир Коруновић, тако да она допринесе стилском и урбанистичком повезивању дворских палата. Капије тријумфалног изгледа са истакнутом пластичном декорацијом и хералдичким знамењем, лучна зграда дворске страже, као и партерно уређен дворски врт са фонтаном између дворова читавом ансамблу давали су репрезентативан и свечан изглед.

### Музеј кнеза Павла
Нови двор је био званична резиденција краља Александра Карађорђевића од 1922. до 1934. године, када је, након пресељења краљевске породице у новосаграђени двор на Дедињу, по жељи краља Александра уступљен за Краљевски музеј, касније назван Музеј кнеза Павла. Музеј је био једна од најзначајнијих институција културе у Краљевини, а према мишљењу савременика спадао је у ред најсавременијих европских музеја. Најважнији феноменолошки аспект Музеја кнеза Павла била је сама поставка. У приземљу су били изложени предмети материјалне културе из преисторије, антике и средњег века; први спрат био је резервисан за споменике националне историје и југословенску уметност 19. века; на другом спрату налазила се збирка савремене европске уметности, у којој су важно место заузимала дела домаћих уметника. Музеј кнеза Павла остао је у здању Новог двора све до 1948. године када је оно у новом државном уређењу добило другачију улогу.

### Измене изгледа двора
Након Другог светског рата, реконструкција Старог и Новог двора и њихова нова намена били су повезани са једним ширим захватом претварања некадашњег дворског комплекса у управно средиште државе и републике. У циљу повезивања некадашњег дворског комплекса са зградом Народне скупштине уклоњена је ограда, срушена зграда Маршалат двора а сама дворска башта преуређена у данашњи Пионирски парк. У периоду од 1948. до 1953. године, према пројекту архитекте Милана Минића изведени су и радови на реконструкцији и доградњи зграде бившег Новог двора, за потребе Председништва владе НРС. Извршено је проширење објекта доградњом велике свечане сале са приступним вестибилом. Фасада према Старом двору добила је потпуно ново архитектонско решење истакнуто колонадом јонских стубова, док су ивични фронтови и линије оригиналног решења задржани према Улици краља Милана и Андрићевом венцу. У складу са изменама на Старом двору, нови прилаз згради Новог двора обликован је на источној страни, према Пионирском парку, док су хералдичке представе замењене амблемима новог државног уређења. У унутрашњем уређењу посебна пажња посвећена је ентеријеру дограђеног дела, који је оплемењен делима најзначајнијих југословенских уметника - Томе Росандића, Петра Лубарде, Мила Милуновића, Милице Зорић и других.
Здање Новог двора од 1953. године до данас намењено је смештају највиших републичких органа. У њему се налазило Извршно веће НРС, Скупштина НРС, Председништво СРС и најдуже седиште председника Републике Србије. Данас Нови двор заједно са споменичким здањима који га окружују представља део једног од највреднијих амбијената историјског језгра Београда. Због својих историјских, културолошких, друштвених и архитектонско-урбанистичких вредности утврђен је за споменик културе 1983. године.

## Галерија
- Зграда Новог двора
- Фасада ка парку, 2010
- Почасна стража
- Руинирана капија 1944.